# Psychopompos

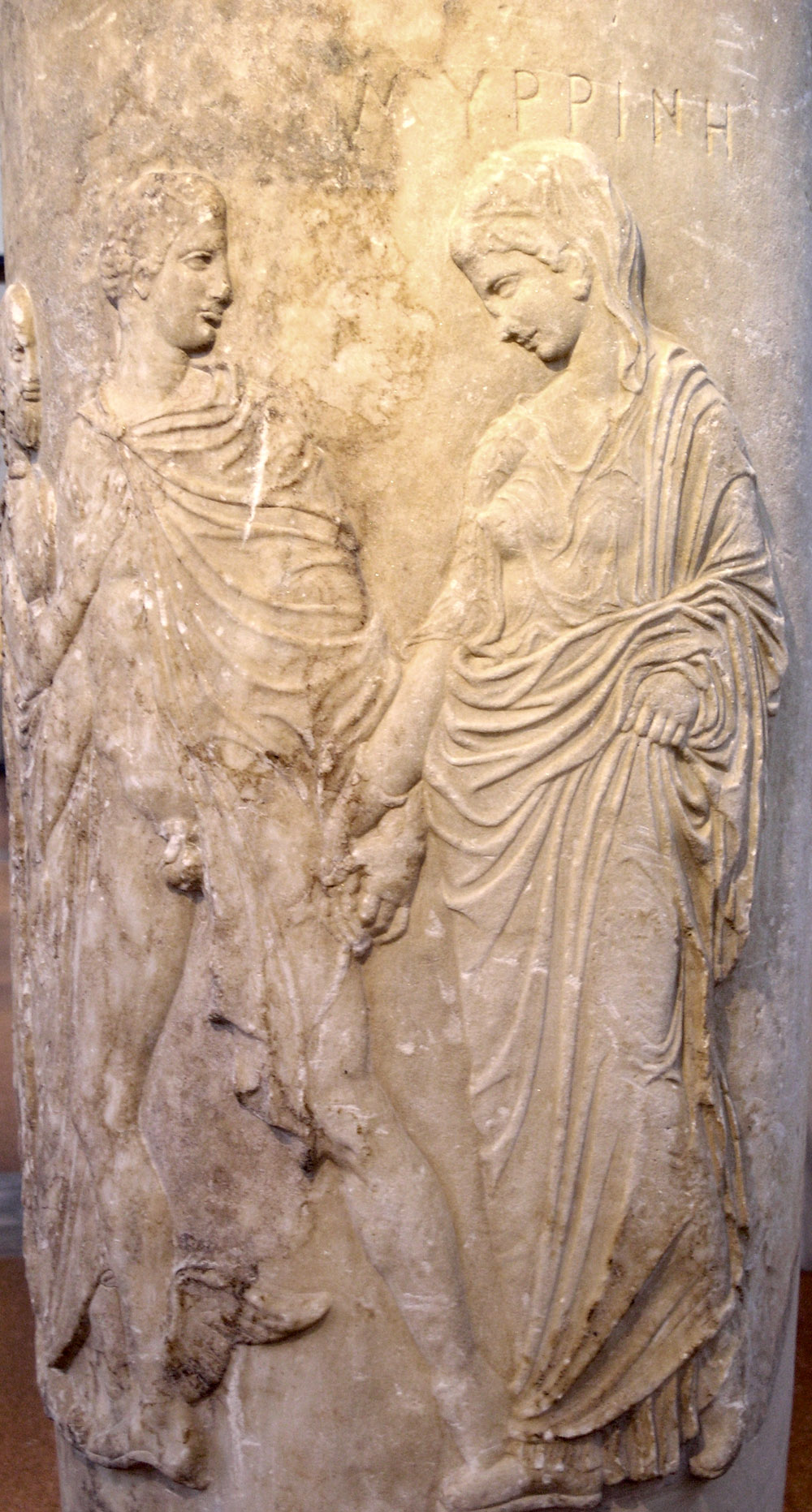
Afbeelding van een begrafenis lekythos in Athene: Hermes als psychopompos begeleidt de gestorven, Myrrhine, naar Hades, ca 430-420 BCE (Nationaal Archeologisch Museum, Athene)

Psychopompos (afgeleid van het Oudgriekse: ψυχοπομπός, psuchopompos, wat ‘geleider van zielen’ betekent) is een benaming voor wezens zoals goden, engelen of demonen, die volgens verschillende mythologieën en religies de pas overleden mensen begeleiden naar het hiernamaals. Dergelijke wezens komen in vrijwel elke religie voor, en worden daarin vaak geassocieerd met paarden, raven, honden, kraaien, spreeuwen, mannelijke herten en dolfijnen.

## Achtergrond
In het oude Griekenland kreeg de god Hermes de titel psychagoog en psychopompos, en dit betekent ‘geleider van zielen’ naar de onderwereld, zoals in de mysteriën. In welke vorm de oude wijsheid in vervlogen tijden ook werd uiteengezet, steeds blijkt dat de planeet Hermes, of Mercurius, nauw is verbonden met de mysterieleringen die zich met het leven na de dood bezighouden. In India heette Hermes Boedha, niet te verwarren met Boeddha, en men noemde hem de zoon van Soma, de maan.
In Homerus’ Odyssee kan men bijvoorbeeld lezen hoe Hermes de zielen van de overleden minnaars ‘krijsend als vleermuizen’, naar de ‘weiden met affodillen’ (boek 24) leidt.

## Voorbeelden
- Azteekse mythologie
  1. Xolotl
- Cahuilla-mythologie
  1. Muut
- Keltische mythologie
  1. Belatu-Cadros (in het bijzonder in Wales)
  2. Epona
  3. Ogmios
  4. Ankou
- Christelijke mythologie
  1. Michaël
  2. Petrus
- Egyptische mythologie
  1. Anubis
  2. Neith
  3. Horus
  4. Seth
  5. Thoth
- Engelse mythologie
  1. Waetla
- Etruskische mythologie
  1. Vanth
  2. Charun
- Griekse mythologie
  1. Artemis
  2. Charon
  3. Hermes
  4. Thanatos
  5. Hypnos
  6. Morpheus
- Hindoeïstische mythologie
  1. Agni
  2. Pushan
  3. Yama
- Inuitmythologie
  1. Anguta
  2. Pinga
- Islamitische mythologie
  1. Azrael
  2. Nakir en Munkar
- Japanse mythologie
  1. Shinigami
- Jodendom
  1. Gabriel
  2. Sandalphon
- Mayamythologie
  1. Ixtab
- Noordse mythologie
  1. Baldr
  2. Odin
  3. Walkure
  4. Hel
- Perzische mythologie
  1. Mithra
- Polynesische mythologie
  1. Aumakua
- Romeinse mythologie
  1. Mercurius
- Slavische mythologie
  1. Volos
- Voodoo
  1. Guédé
- Zoroastrisme
  1. Daena
  2. Vohu Mano